# خودگشنی

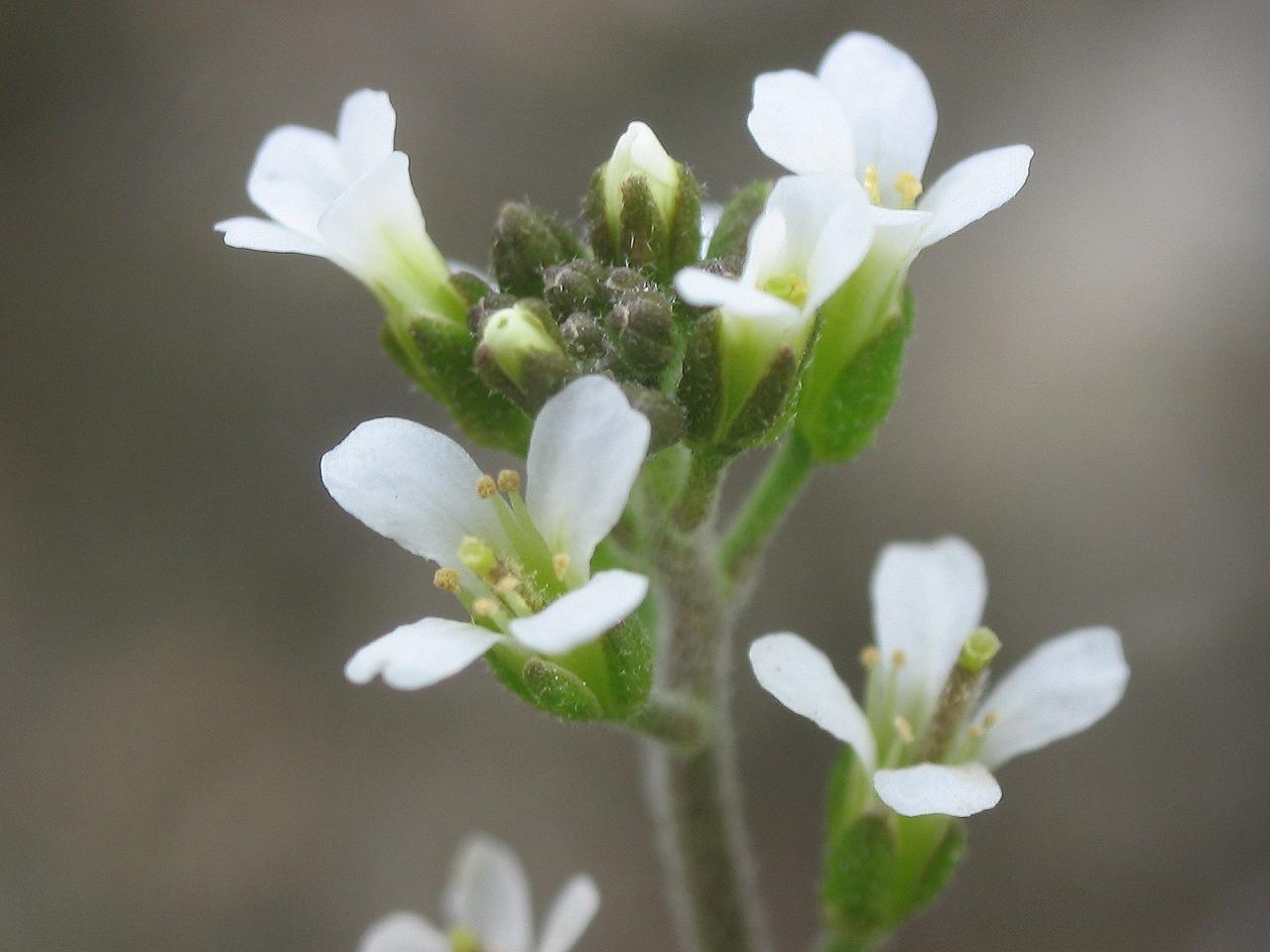
خودگشنی در گیاهان

در کشاورزی اصلاح نباتات، به باروری مادگی یک گیاه با گردهٔ همان گیاه خودگُشنی یا اتوگامی (انگلیسی: Autogamy) می‌گویند. به عبارت دیگر خودگشنی فرایند خودباروری در یک سلول تقسیم‌ناپذیر است که نهایتاً باعث هموزیگوسیتی می‌شود.
در گیاهان خودگشن، گرده و مادگی گیاه به عنوان گامت (کامه) با هم لقاح می‌یابند و سلول تخم را به عنوان اولین سلول جنینی به‌وجود می‌آورند.
این شکل از لقاح در پارامسی، و در گل نباتات دیده می‌شود.
در اغلب دیاتومه‌ها پرتوپلاست‌های دختر یا هسته‌های تقسیم شده یک سلول بدون آزاد شدن با هم ترکیب می‌شوند که اتوگامی نامیده می‌شود.